# Cass McCombs
Cass McCombs (Concord, California, 1977) es un músico estadounidense, cuyo estilo mezcla géneros como rock, folk, psychedelic, punk, americana y alt country.

## Carrera
Comenzó a actuar en diversos grupos del área de la Bahía de San Francisco durante los años 1990. Se trasladó a San Francisco en 2001, donde grabó su EP de debut, titulado Not the Way, que publicó en Monitor Records en Baltimore. Después grabó una Peel Session para John Peel en 2003, año en que publicó su primer álbum, titulado A, y giró con el acompañamiento de la banda de Baltimore OXES. En 2003 y 2004 actuaron por todas partes, incluyendo el festival All Tomorrow's Parties. McCombs repartió su tiempo entre el Noroeste del Pacífico, Inglaterra y Baltimore.
En la primavera de 2005 publicó su álbum PREfection en Monitor Records y 4AD, y en soporte del álbum giró con Modest Mouse. Ese año se trasladó al sur de California para empezar el trabajo de su tercer álbum, Dropping the Writ, que fue publicado el 9 de octubre de 2007 por Domino Records. Fue considerado uno de los mejores álbumes de 2007. También en 2007 giró con Ariel Pink's Haunted Graffiti. Domino Records publicó sus siguientes cuatro registros, que incluyen Catacombs (2009), el cual fue votado uno de «los 50 mejores álbumes del año» por la publicación digital Pitchfork. Este fue seguido por Wit's End (2011), Humor Risk (2011), y Big Wheel and Others (2013).
Sus canciones han sido presentadas en películas como El Presente (2009) y el documental Following Sean, de Ralf Arlyck, así como notables vídeos de skate de Jason Dill, Jerry Hsu Chima Ferguson y Dylan Rieder.
Hizo una gira con John Cale en 2012 y también actuó en el concierto benéfico Occupy Sandy. Ha actuado o realizando giras con otros grupos, incluyendo a Ariel Pink, Cat Power, Band of Horses, Andrew Bird, The Decemberists, Arcade Fire, Peter Bjorn and John, Papercuts, The Shins, Iron and Wine, Deerhoof, The Walkmen, Jana Hunter, Thurston Moore, Joe Russo y The War On Drugs. En 2014 hizo una gira con the Meat Puppets y en junio de 2016 actuó en los festivales Primavera Sound y Field Day.
McCombs es miembro de los Skiffle Players, que publicaron su álbum de debut, Skifflin, el 12 de febrero de 2016.

## Discografía

### EP
- Not the Way (2002)

### Álbumes
- A (2003)
- PREfection (2005)
- Dropping the Writ (2007)
- Catacombs (2009)
- Wit's End (2011)
- Humor Risk (2011)
- Big Wheel and Others (2013)
- A Folk Set Apart (2015)
- Mangy Love (2016)
- Tip of the Sphere (2021)
- Heartmind (2022)